# Eva (píseň)
„Eva“ je singl od finské kapely Nightwish.

## Seznam skladeb

### Nuclearblast Musicshop
1. „Eva“ - 4:24

### Eva promo release
1. „Eva [edit]“ - 2:52
2. „Eva“ - 4:24